# 貝爾納·羅伊
貝爾納·羅伊（法語：Bernard Roy，法語發音：[bɛʁnaʁ ʁwa]，1934年3月15日—2017年10月28日）是一名法國數學家，巴黎第九大學的榮譽教授。1974年，他創建了輔助決策系統分析與建模實驗室（Lamsade）。1985年至1986年，他擔任歐洲運籌學會主席。1992年，他榮獲歐洲運籌學最高榮譽獎——歐洲運籌學金獎。2015年，他榮獲歐洲運籌學會傑出服務獎。
他致力於圖論和多重標準決策分析（MCDA），並創建ÉLECTRE系列方法。

## 外部連結
- Biography of Bernard Roy （页面存档备份，存于） from the Institute for Operations Research and the Management Sciences